# Kloster der Heiligen Sergius und Bacchus

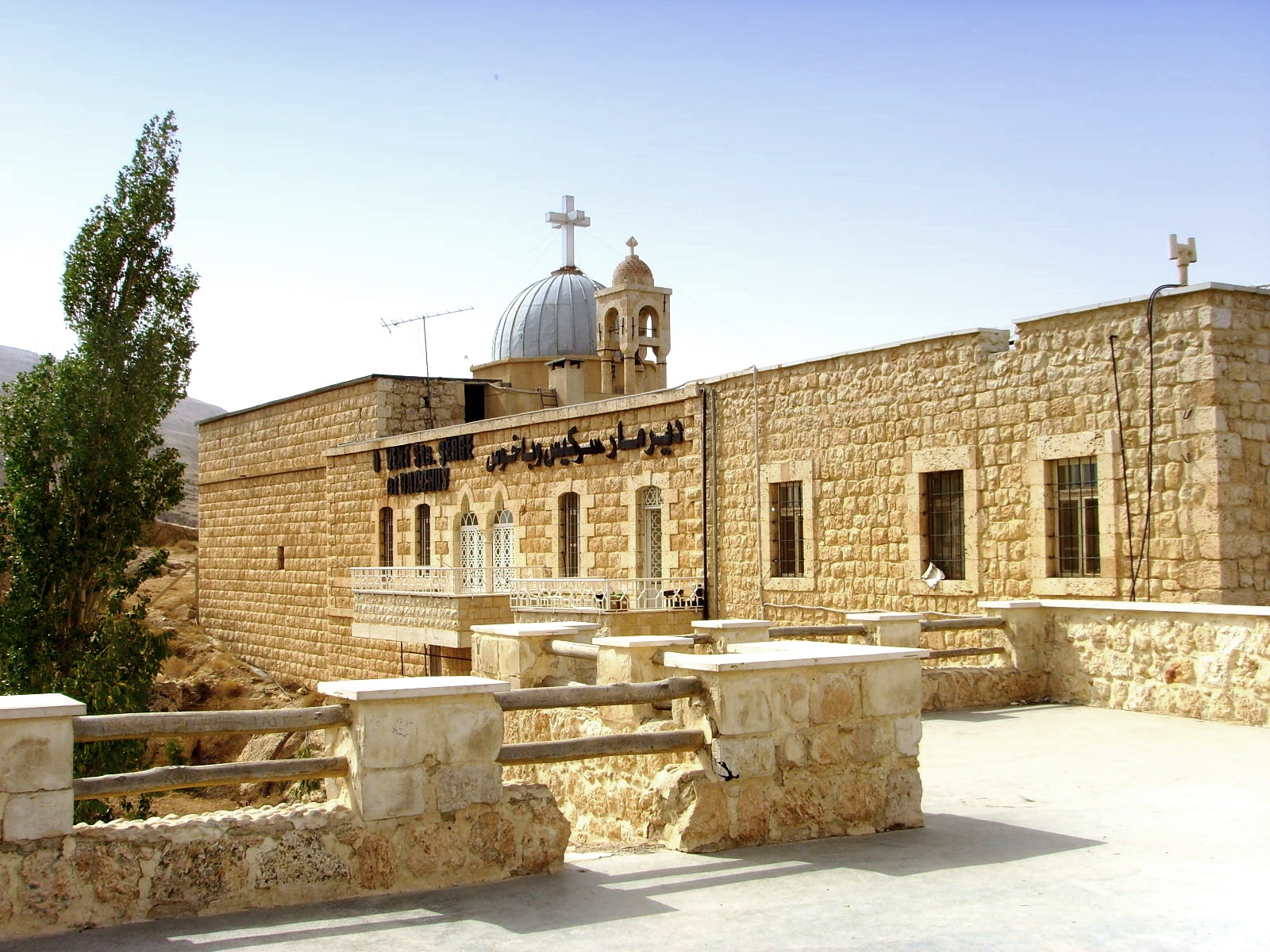
Ansicht des Klosters der Heiligen Sergius und Bacchus, 2008

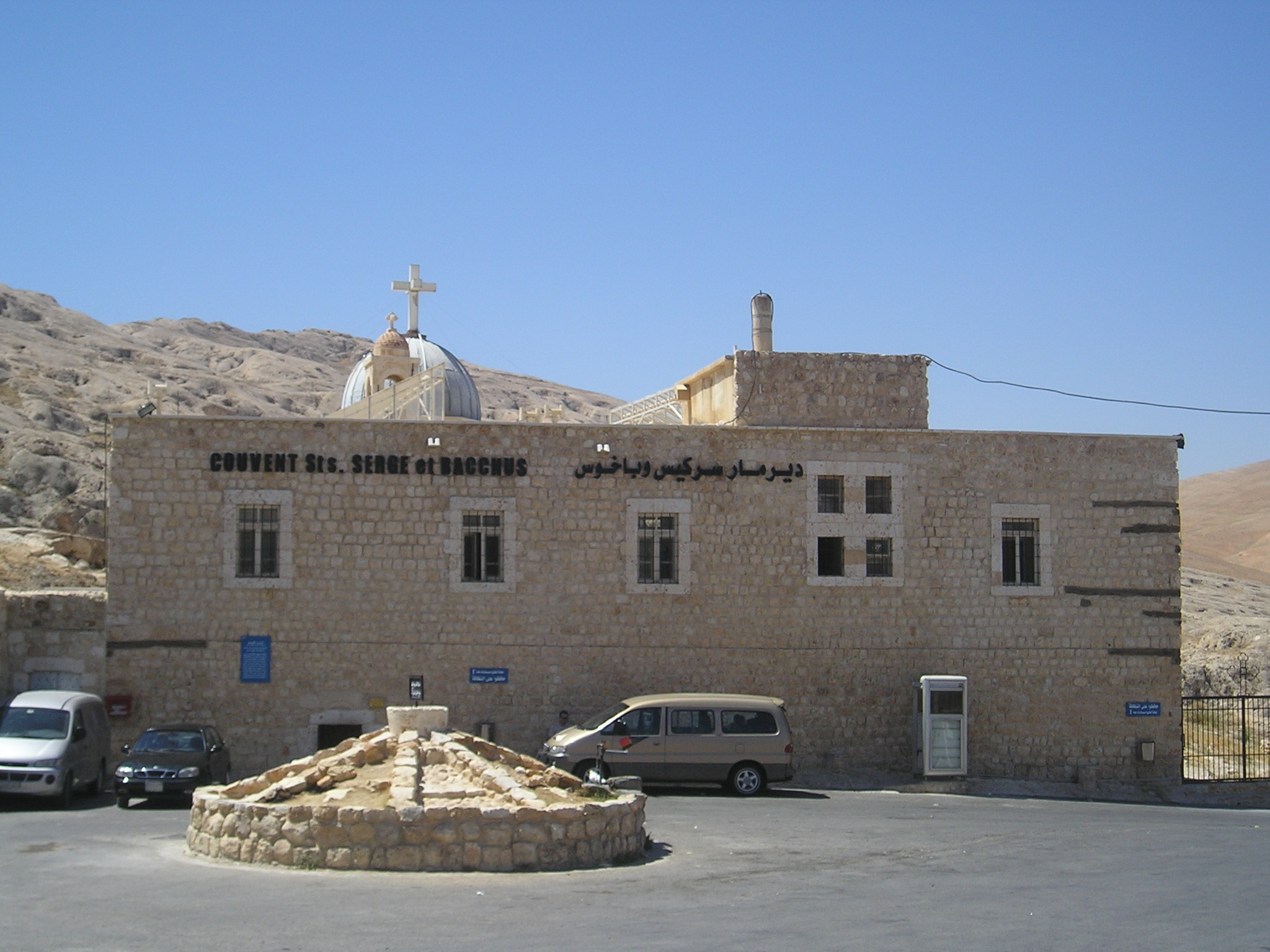
Ansicht des Klosters der Heiligen Sergius und Bacchus, 2005

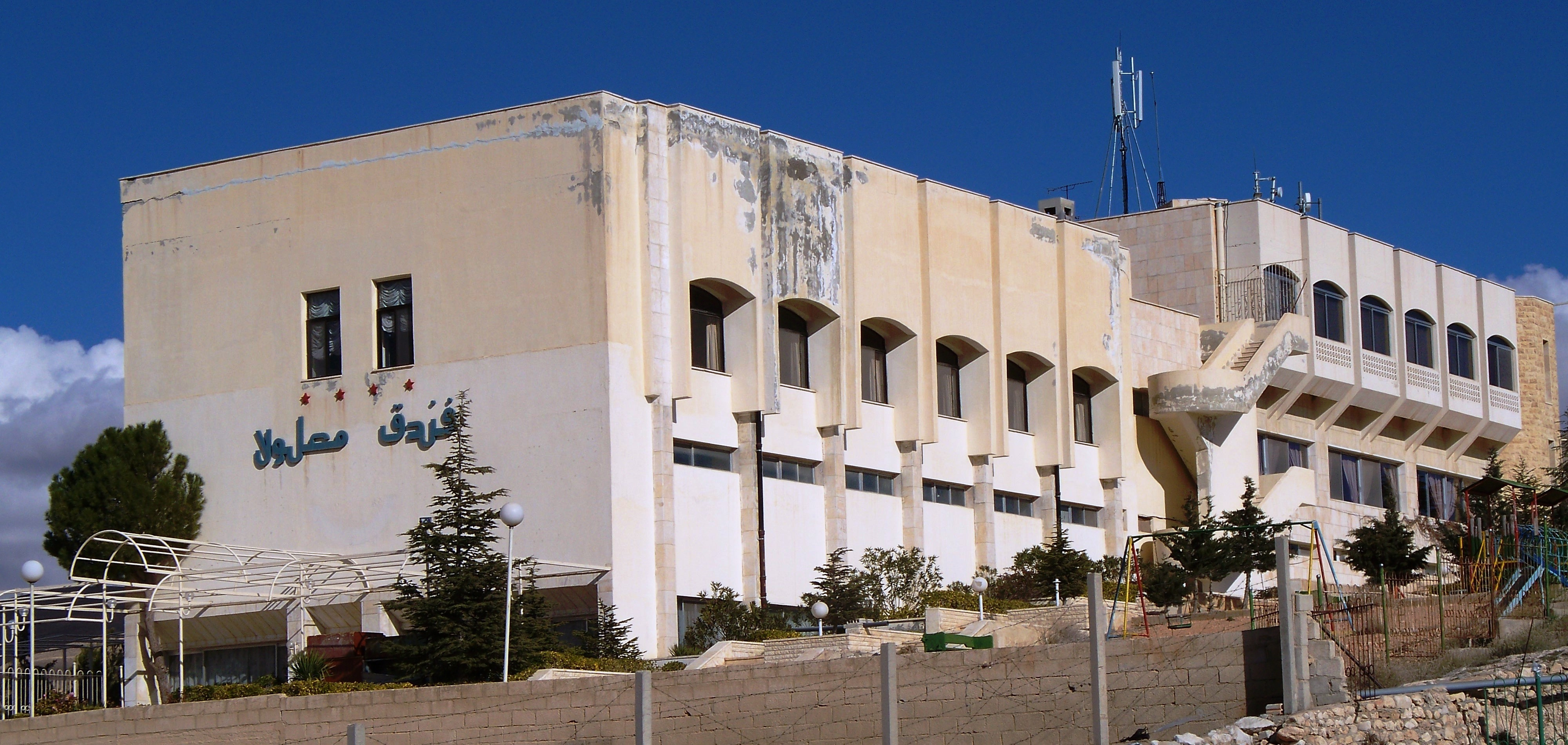
Hotel Safir neben dem Kloster, zerstört im September 2013

Das Kloster der Heiligen Sergius und Bacchus (arabisch دير مار سركيس وباخوس, DMG Dair Mār Sarkīs wa-Bāḫūs oder kurz Dayr Mar Sarkis, arabisch دير مار سركيس, DMG Dair Mār Sarkīs) ist ein Kloster der melkitischen griechisch-katholischen Kirche aus dem 4. Jahrhundert, das auf einer Anhöhe oberhalb der überwiegend christlichen Ortschaft Maalula in Syrien liegt. Bei Kämpfen 2013 und 2014 im syrischen Bürgerkrieg und in Folge mutwilliger Zerstörung und Plünderung durch Rebellen der al-Nusra-Front wurde das Gebäude schwer verwüstet. 2016 wurden grundlegende Reparaturarbeiten durchgeführt, so dass Besuche des Klosters wieder möglich sind. Die frühere Einrichtung mit ihren historischen Kunstschätzen existiert jedoch großenteils nicht mehr. Auch das zugehörige Hotel gibt es nicht mehr.

## Allgemeines
Das Kloster steht auf einer felsigen Anhöhe über dem Ort Maalula auf einer Meereshöhe von über 1500 Metern.
Das Kloster ist den frühchristlichen Heiligen Sergios und Bakchos geweiht, die unter dem römischen Kaiser Galerius den Märtyrertod erlitten. Das Kloster untersteht der Ordensgemeinschaft der Basilianer vom Heiligsten Erlöser. Der Ritus ist byzantinisch, die Liturgiesprache Griechisch und Sprache der Predigten Arabisch.
Hinter der Ikonostase der Klosterkirche befindet sich eine Altarplatte, die aus dem Altertum stammen soll, als das Gebäude noch ein heidnischer Tempel war. In ihr befindet sich eine Rinne, durch die das Blut von Opfertieren abfließen konnte. Die Altarplatte wurden von den Islamisten 2013/2014 entzweigeschlagen, nach der Vertreibung der Islamisten jedoch von Dorfbewohnern wieder zusammengeklebt.
Neben der Klosterkirche befand sich das große Hotel Safir, das von christlichen Pilgern und Touristen genutzt wurde, im Bürgerkrieg im September 2013 aber als Basis der islamistischen Rebellen diente und bei den Kämpfen dem Erdboden gleichgemacht wurde.

## Geschichte
Die Klosterkirche der Heiligen Sergius und Bacchus aus dem 4. Jahrhundert ist eine der ältesten Kirchen der Welt und wurde wahrscheinlich in den Jahren von 313 bis 325 unter dem römischen Kaiser Konstantin dem Großen auf den Mauern eines älteren heidnischen Tempels errichtet. Das Holz der ältesten Deckenbalken wurde auf die Zeit um das Jahr null datiert. Das zugehörige Kloster wurde ungefähr um das Jahr 500 gegründet. Trotz der Islamisierung nach der Schlacht am Jarmuk 636 konnte sich das Kloster über die Jahrhunderte behaupten.
Im syrischen Bürgerkrieg nahmen islamistische Rebellen der al-Nusra-Front im September 2013 das Safir-Hotel am Kloster ein und nutzten es als Basis für Angriffe auf die Ortschaft Maalula. Die syrische Armee zerstörte in einem Gegenangriff das Hotel in Gänze, doch den dort befindlichen Islamisten gelang dabei der zwischenzeitliche Rückzug. Unter der christlichen Bevölkerung Maalulas gab es mehrere Dutzend Tote. Sechs junge Christen wurden von Kämpfern der Opposition entführt und exekutiert. Drei der hingerichteten Melkiten wurden am 13. September 2013 auf dem Friedhof der Al-Zeitoun-Kirche von Damaskus beerdigt. Am 3. Dezember 2013 nahmen die Oppositionskräfte den Ort ganz ein und zerstörten gezielt die christlichen Symbole wie Kreuze und Ikonen oder stahlen diese, soweit möglich, um sie in den illegalen Handel zu bringen. Zu den verloren gegangenen Objekten gehört eine einzigartige Ikone aus dem 13. Jahrhundert, auf der die Märtyrer Sergius und Bakchos dargestellt sind. Die Mauern des Klosters erlitten durch den Beschuss schwere Schäden, hielten aber insgesamt stand. Am 14. April 2014 gelang es den Regierungstruppen mit Unterstützung der Hisbollah sowie christlicher Freiwilliger aus dem Ort, Maalula wieder einzunehmen und die Islamisten zu vertreiben.
2016 wurden grundlegende Reparaturen am Klosterkomplex durchgeführt, jedoch ohne die Verluste an der historischen Innenausstattung ersetzen zu können. Während das Kloster und die Kirche wieder besucht werden können, existierte das Safir-Hotel im Juni 2019 nicht mehr. Bis dahin waren 190 zerstörte Häuser in Maalula wieder aufgebaut, doch 130 Gebäude lagen noch in Trümmern oder befanden sich erst im Wiederaufbau, und von über 3000 Gläubigen (beider im Ort präsenten Kirchen) vor dem Krieg lebten nur noch 800 in Maalula.